# Bryophaenocladius ruwenzoriensis
Bryophaenocladius ruwenzoriensis är en tvåvingeart som först beskrevs av Freeman 1956.  Bryophaenocladius ruwenzoriensis ingår i släktet Bryophaenocladius och familjen fjädermyggor.
Artens utbredningsområde är Zimbabwe. Inga underarter finns listade i Catalogue of Life.